# Jonas Weber

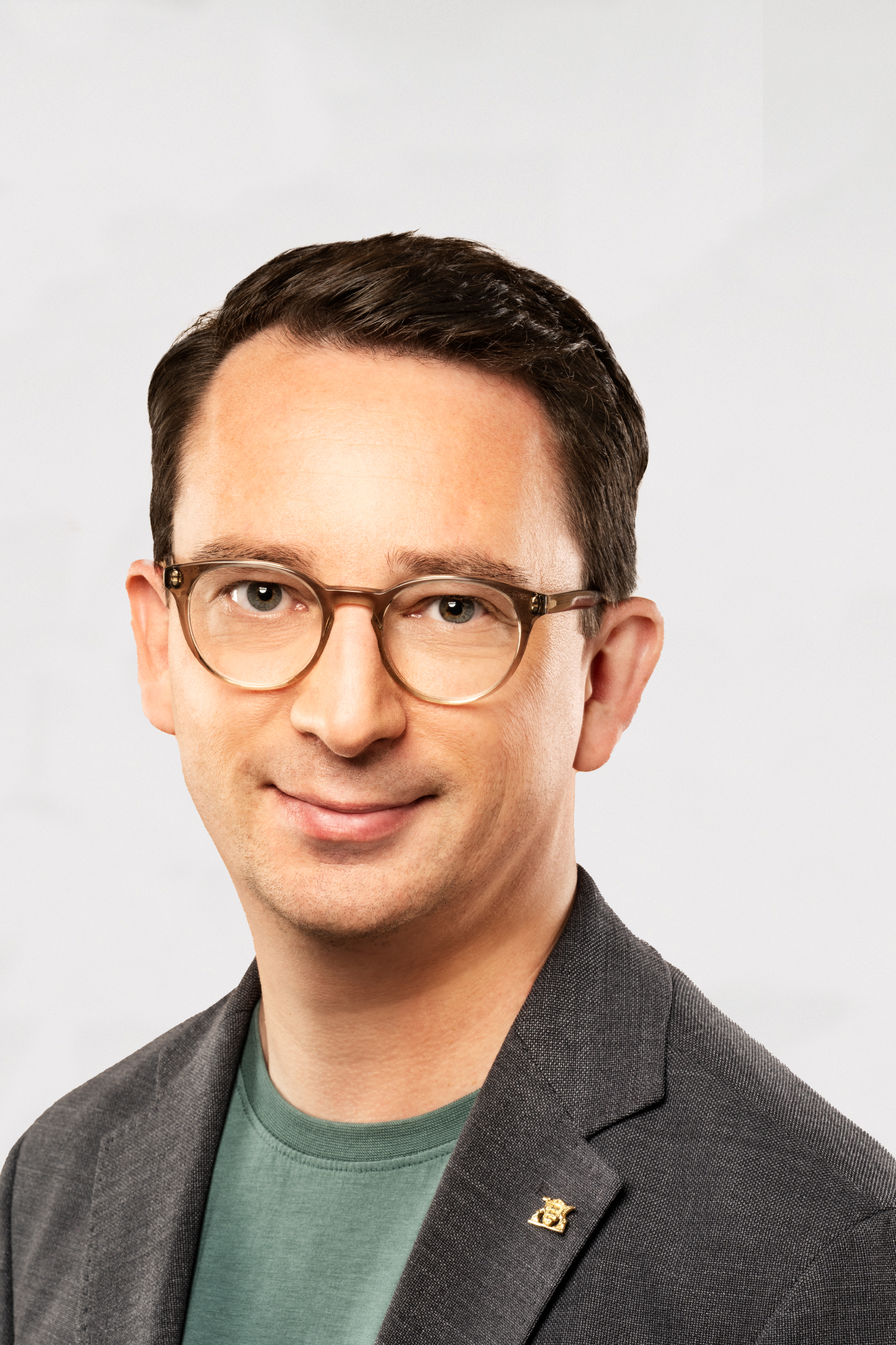
Jonas Weber (2021)

Jonas Nicolas Weber (* 26. Juli 1982 in Schwäbisch Gmünd) ist ein deutscher Politiker (SPD). Seit dem 1. September 2018 ist er Abgeordneter des Landtags von Baden-Württemberg.

## Ausbildung und Beruf
Nach dem Abitur am Ludwig-Wilhelm-Gymnasium in Rastatt studierte Weber an der Universität Heidelberg Politische Wissenschaft, Geschichte und Öffentliches Recht und schloss sein Studium mit dem Magister Artium ab. Von 2005 bis 2007 während seines Studiums arbeitete er als Werkstudent bei der Daimler AG. Anschließend arbeitete er als wissenschaftlicher Mitarbeiter für die Bundestagsabgeordnete Gabriele Katzmarek, seinen Vorgänger im Landtagsmandat Ernst Kopp und die SPD-Gemeinderatsfraktion Karlsruhe.

## Politische Tätigkeit
Weber ist seit 2007 Vorsitzender des SPD-Kreisverbands Rastatt/Baden-Baden. Seit 2009 gehört er dem Kreistag des Landkreises Rastatt an und ist dort seit Juni 2014 Vorsitzender der SPD-Kreistagsfraktion. Zudem ist er seit 2018 Mitglied des Gemeinderats seiner Heimatstadt Rastatt. Bei der Landtagswahl 2016 kandidierte er im Landtagswahlkreis Rastatt als Zweitkandidat für Ernst Kopp, der wiedergewählt wurde. Am 1. September 2018 rückte Weber für den ausgeschiedenen Kopp in den Landtag nach. Bei der Landtagswahl 2021 erlangte er 9100 Stimmen (13,6 %) und zog über ein Zweitmandat erneut für den Wahlkreis Rastatt in den Landtag ein.